# John A. Bonner-Medaille
Die John A. Bonner-Medaille ist eine Auszeichnung, die bei der Oscar-Verleihung als Anerkennung für außergewöhnliche Leistungen und das Engagement bei der Wahrung der hohen Standards der Academy of Motion Picture Arts and Sciences verliehen wird.
Benannt wurde diese Auszeichnung nach John A. Bonner, einem Tontechniker, welcher über dreißig Jahre der Oscar-Jury angehörte. Die Auszeichnung wurde zum ersten Mal bei der 50. Oscarverleihung 1978 vergeben, damals noch als Medal of Commendation. Erst 1997 wurde die Medaille im Gedenken an John A. Bonner umbenannt.

## Preisträger
- 1978: Gordon E. Sawyer, Sidney Paul Solow
- 1979: Linwood G. Dunn, Loren L. Ryder, Waldon O. Watson
- 1980: John O. Aalberg, Charles G. Clarke, John G. Frayne
- 1981: Fred Hynes
- 1986: John H. Whitney Sr.
- 1987: E. M. (Al) Lewis
- 1991: Roderick T. Ryan, Don Trumbull, Geoffrey H. Williamson
- 1992: Richard J. Stumpf, Joseph F. Westheimer
- 1993: Petro Vlahos
- 1996: John A. Bonner
- 1997: Volker Bahnemann, Burton Stone
- 1998: Pete Clark
- 1999: David W. Gray
- 2000: Edmund M. DiGiulio, Takuo Miyagishima
- 2001: N. Paul Kenworthy
- 2002: Ray Feeney
- 2003: Curt Behlmer, Richard Glickman
- 2004: Douglas Greenfield
- 2006: Don Hall
- 2007: Richard Edlund
- 2008: David Inglish
- 2009: Mark Kimball
- 2011: Denny Clairmont
- 2012: Jonathan Erland
- 2013: Bill Taylor
- 2014: Charles Marburg
- 2019: Curtis Clark